# Cereolfabriek
De Coöperatieve Stichtsche Olie- en Lijnkoekenfabriek (SOL), later Cereol Benelux is een voormalige fabriek in de Utrechtse buurt/subwijk Oog in Al die plantaardige olie produceerde. Het voormalige fabrieksterrein is van 2008 tot 2014 verbouwd is tot woningen en wijkvoorzieningen. Op het terrein staan vier monumentale gebouwen.

## Geschiedenis
De fabriek langs het Merwedekanaal werd rond 1900 gesticht als Coöperatieve Stichtsche Olie- en Lijnkoekenfabriek (SOL) door de Stichtse Boerenbond. De fabriek werd gebouwd om uit lijnzaad veevoer te winnen in de vorm van lijnkoeken, en plantaardige olie waarvan margarine werd gemaakt. Het ontwerp van het fabrieksgebouw, in de stijl van château industriel, is van de Utrechtse architect G. Ebbers. Het werd gebouwd in 1905 en 1908. 
In de jaren 50 werd de lijnzaad als grondstof vervangen door soja, breidde de fabriek zich uit en nam de SOL de aandelen van Hooghiemstra over. In 1973 werd de SOL overgenomen door Central Soya, dat in 1990 fuseerde tot Cereol Benelux. Vanaf eind jaren 70 is er een actiegroep actief die klaagt over stank- en stofoverlast en explosiegevaar. Na de vuurwerkramp gaat het explosiegevaar een nog grotere rol spelen in de discussie. 

## Herbestemming
In 2001 besloot de gemeente Cereol uit te kopen voor 37 miljoen gulden (17 miljoen euro) en in 2002 werd de productie stilgelegd. Een aantal gebouwen werd gesloopt, de monumentale bleven behouden. Het terrein werd in het voorjaar van 2008 overgedragen aan een vof, die er 121 woningen heeft laten bouwen. 
De directeursvilla werd een horecagelegenheid.  In het fabrieksgebouw is een basisschool, kinderdagverblijf, bibliotheek en kunstwijkcentrum, Het Wilde Westen en horeca gekomen. De binnenkant van het hoofdgebouw is door brand verwoest maar de monumentale buitenmuren konden gered worden. De brand in het fabrieksgebouw op 30 juni 2008 gaf vertraging in de verbouwingsplannen. De muren werden daarna gesteund met zeecontainers. In 2011 kreeg het project € 1,7 mln monumentensubsidie van het ministerie van Onderwijs, Cultuur en Wetenschap.
In 2012 is begonnen met de restauratie van de gevels en de inbouw. In juli 2014 is het Cereolfabriek opgeleverd.

## Afbeeldingen

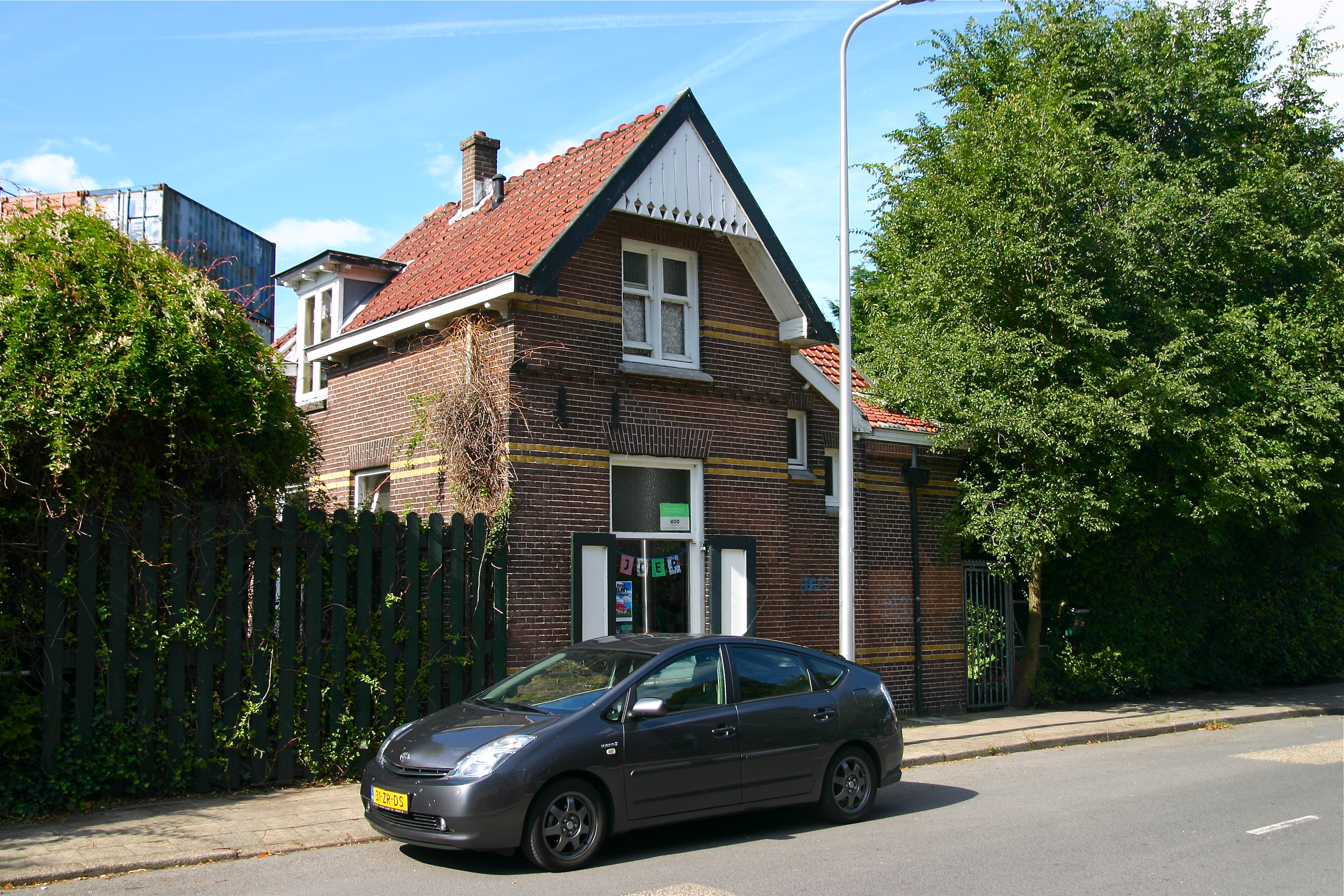
Monument Everard Meijsterlaan 1
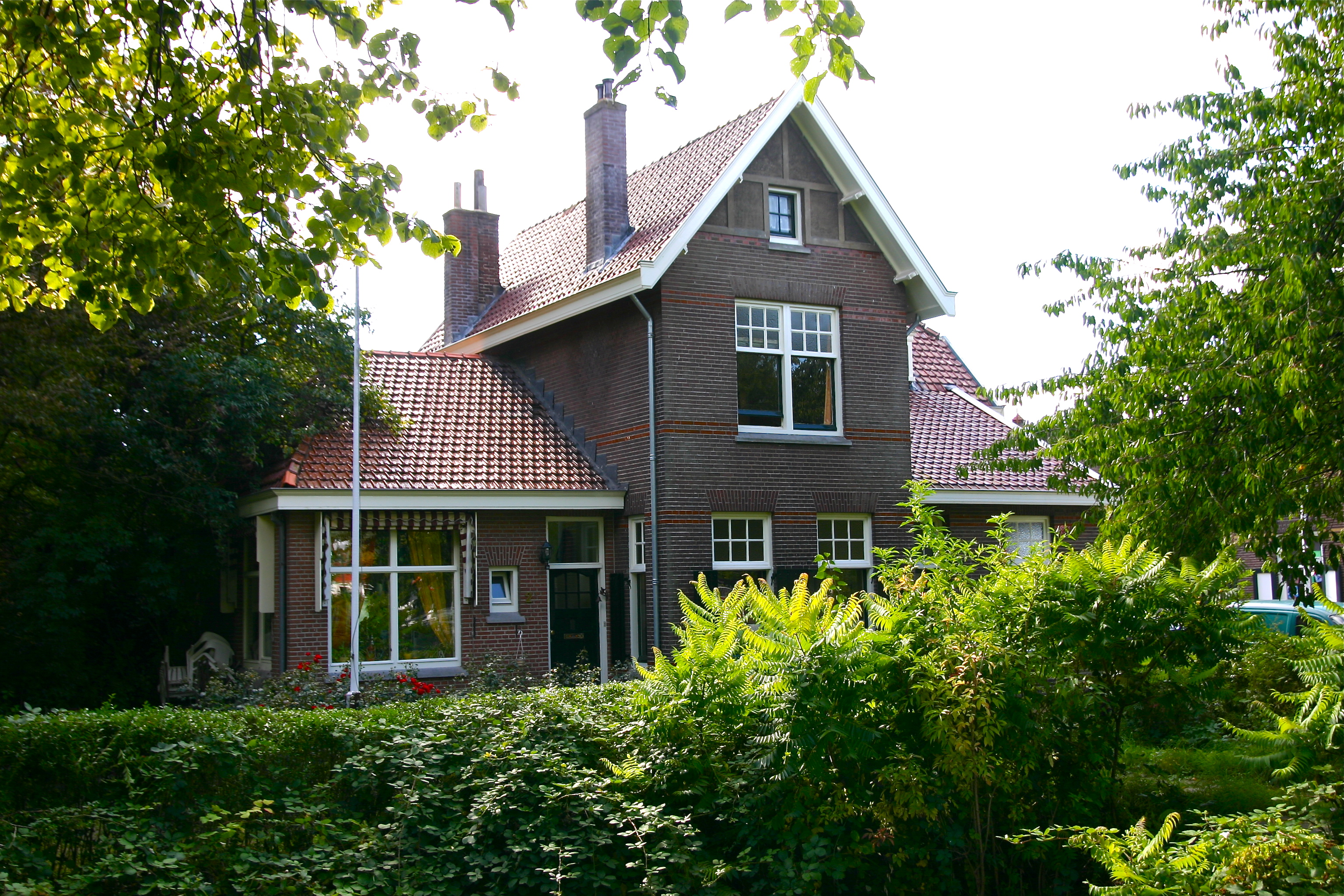
Monument Everard Meijsterlaan 2A
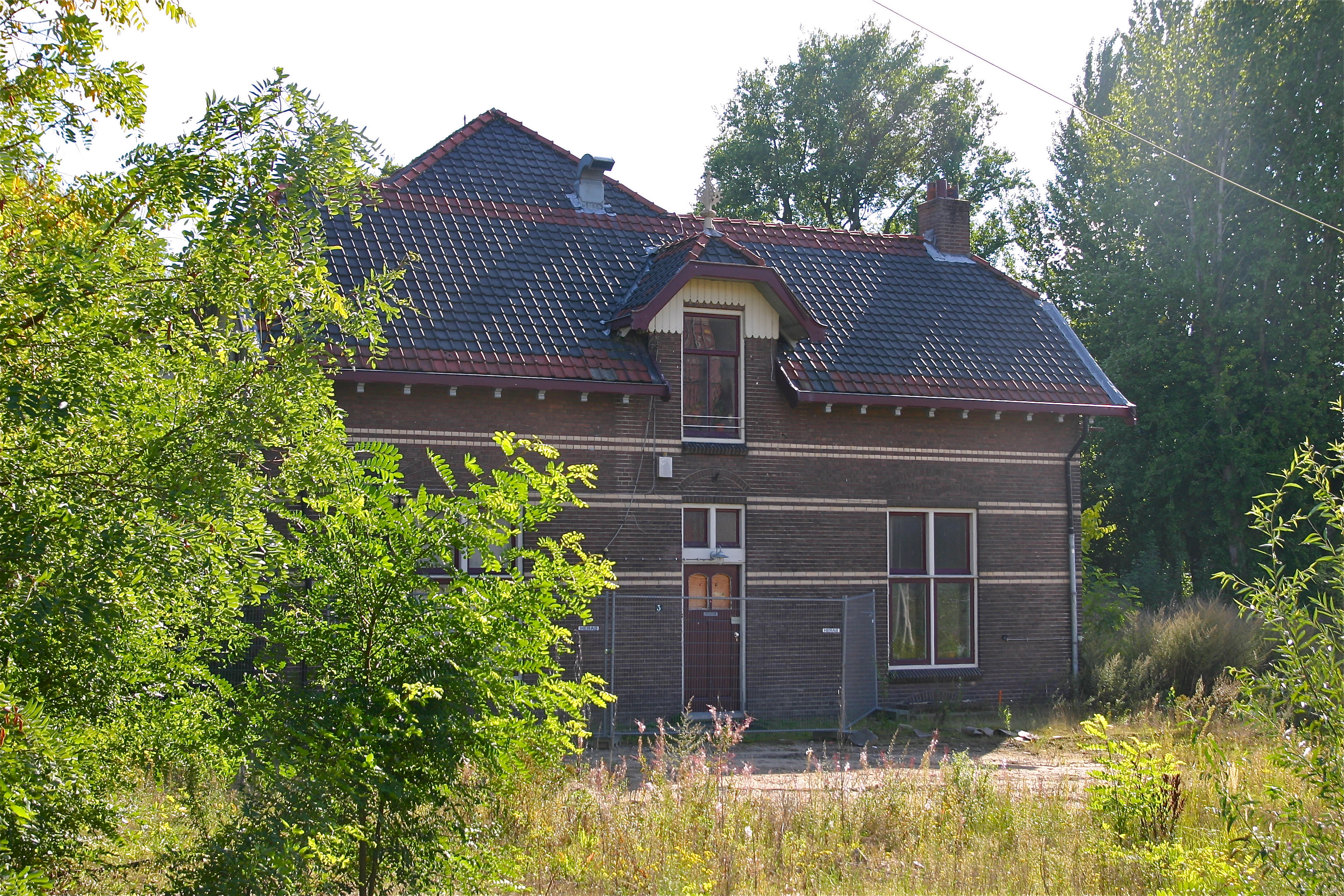
Monument Everard Meijsterlaan 3
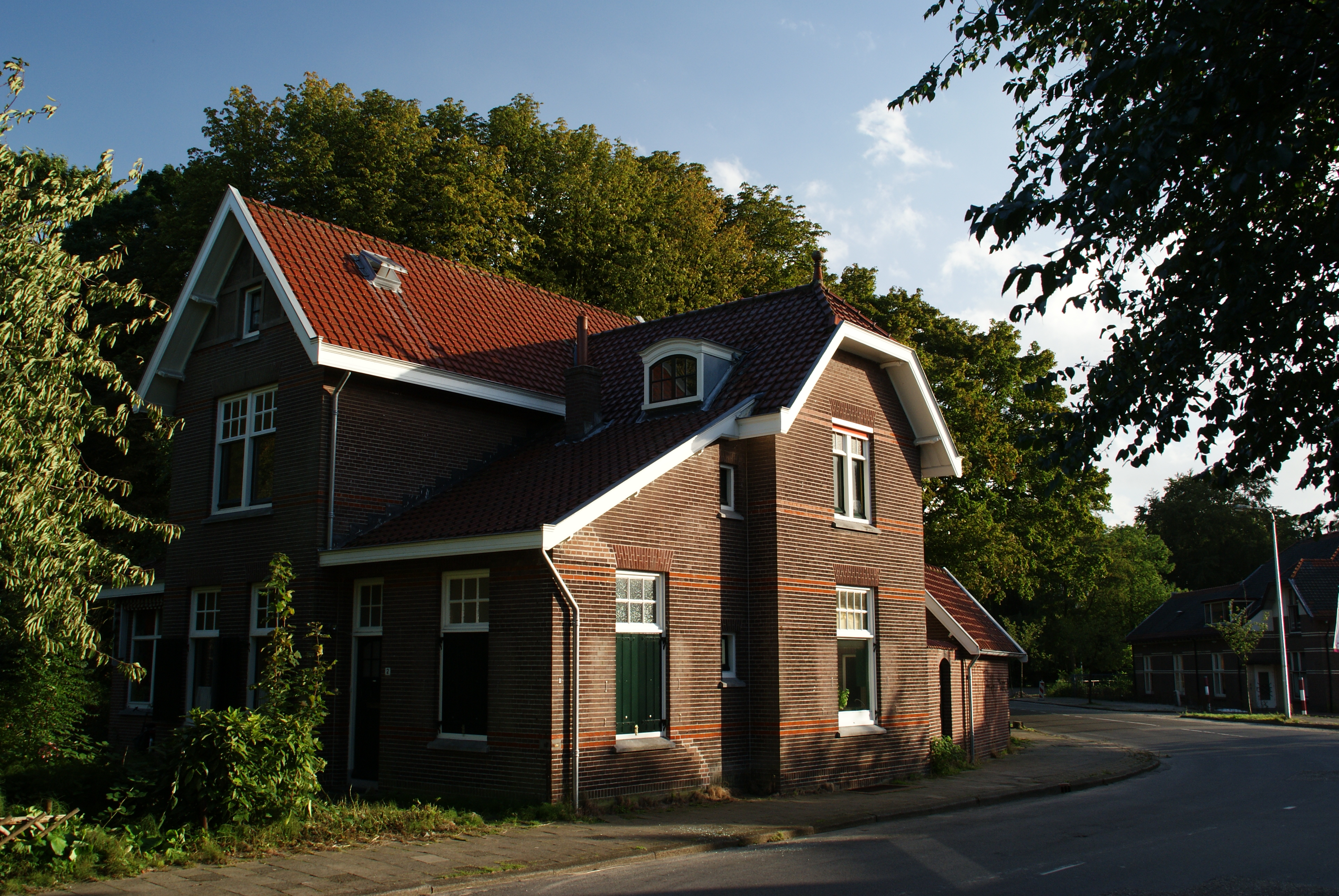
Dienstwoning
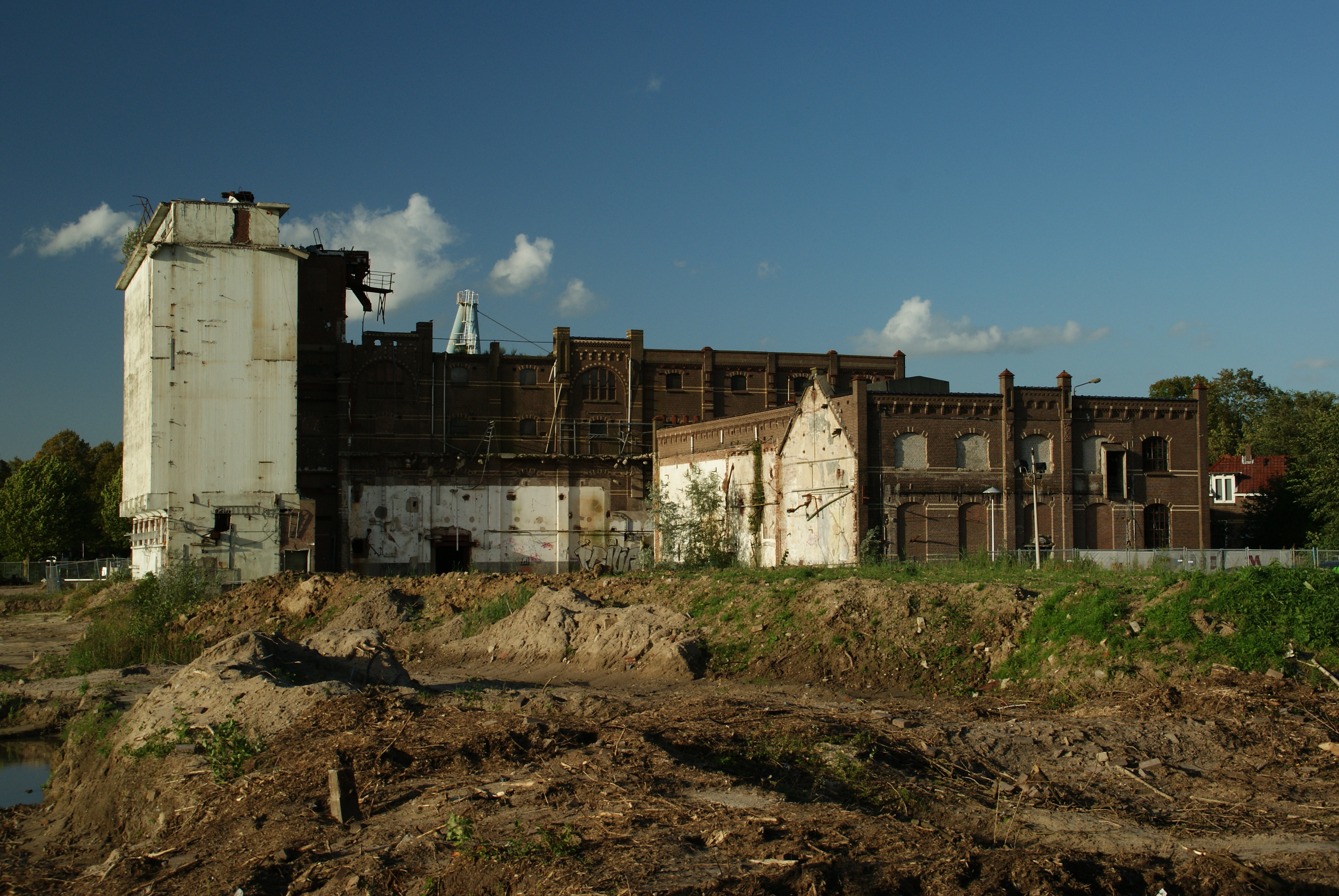
Fabrieksterrein in 2011

## Monumentennummers
- 514201: Everard Meijsterlaan 1
- 514200: Everard Meijsterlaan 2A
- 514182: Everard Meijsterlaan 3 (directeursvilla)
- 514183: Kanaalweg 91 (fabrieksgebouw)